# Anopheles salbaii
Anopheles salbaii är en tvåvingeart som beskrevs av Mario Maffi och Coluzzi 1958. Anopheles salbaii ingår i släktet Anopheles och familjen stickmyggor.
Artens utbredningsområde är Somalia. Inga underarter finns listade i Catalogue of Life.